# ألبرت فروست
ألبرت فروست (بالإنجليزية: Albert Frost)‏ (19 مارس 1878 في أستراليا - 25 أكتوبر 1951) هو لاعب كريكت أسترالي. لعب مع فريق تسمانيا للكريكت.

## وصلات خارجية
- ألبرت فروست على موقع إي آس بي آن كريك إنفو (الإنجليزية)